# Curso intensivo de amor
Curso intensivo de amor  (en hangul, 일타 스캔들; romanización revisada del coreano: Noche Seukaendeul) es una serie de televisión surcoreana dirigida por Yoo Je-won y protagonizada por Jeon Do-yeon y Jung Kyung-ho. Compuesta por dieciséis episodios, se emite por el canal tvN desde el 14 de enero hasta el 5 de marzo de 2023, los sábados y domingos a las 21:10 (hora local coreana). También está disponible en la plataforma de contenidos audiovisuales Netflix para algunas zonas del mundo.

## Sinopsis
Nam Haeng-sun, una atleta retirada, es la dueña de una tienda de banchan (platos de guarnición que se sirven con el arroz) que a petición de su sobrina decide hacer todo lo posible para matricularla en el mundo de la educación privada. En este ámbito conoce a Choi Chi-yeol, un popular profesor de matemáticas en un hagwon, por el que las madres hacen largas filas para matricular a sus hijos. Ambos comienzan una relación agridulce y se ven implicados en un escándalo.

## Reparto

### Principal
- Jeon Do-yeon como Nam Haeng-sun, exatleta del equipo nacional de balonmano, ahora propietaria de una tienda de alimentación, que no se deja influir por las dificultades de la vida, cree en sus propias decisiones y no pone excusas.[4][5][6][7]
  - Lee Yeon como Haeng-sun de joven.[8]
- Jung Kyung-ho como Choi Chi-yeol, un profesor de matemáticas en una academia privada, un profesional prestigioso y de grandes capacidades.[5][6][9][10]
  - Kim Min-chul como Chi-yeol de joven.[11][12]

### Secundario

#### Allegados a Haeng-sun
- Noh Yoon-seo como Nam Hae-yi. Sobrina de Haeng-sun, abandonada por su madre desde niña y desde entonces cuidada como una hija por su tía.[13]
- Oh Eui-shik como Nam Jae-woo, el hermano menor de Haeng-sun, a cargo de la contabilidad de la tienda, tiene autismo.[14]
- Lee Bong-ryun como Kim Young-joo, la mejor amiga de Haeng-sun, excompañera de selección y socia en la tienda.[15]

#### Allegados a Chi-yeol
- Shin Jae-ha como Ji Dong-hee/Jung Sung-hyun, el principal apoyo de Chi-yeol.[16]
- Kim Da-hwin como Jeon Jong-ryul.[17]

#### Estudiantes de secundaria y sus familias
- Jang Young-nam como Jang Seo-jin, una abogada con dos hijos, que está obsesionada con lograr que se hagan médicos.[18]
- Lee Chae-min como Lee Sun-jae, hijo de Seo-jin, compañero de clase y el mejor amigo de Hae-yi. No quiere ser médico, pero tiene que lidiar con la obsesión de su madre.[19][20]
- Kim Tae-jung como Lee Hee-jae, hijo de Seo-jin y hermano mayor de Sun-jae, que suspendió el examen de ingreso en la universidad y mantiene una relación conflictiva con su madre.
- Kim Joon-won como Lee Seung-won, marido separado de Seo-jin y padre de Sun-jae y Hee-jae.[21]
- Kang Na-eon como Bang Soo-ah, una estudiante de último año de secundaria, la mejor de la clase, y cuya meta es entrar también en la facultad de medicina. Cultiva una rivalidad con su compañera de clase Hae-yi.[22]
- Kim Sun-young como Cho Soo-hee, madre de Soo-ah, que desea que esta haga medicina.[23]
- Ryu Da-in como Jang Dan-ji, compañera de clase de Hae-yi, y su mejor amiga.[24]
- Hwang Bo-ra como Lee Mi-ok, la madre de Dan-ji.[25]
- Lee Min-jae como Seo Geon-hoo, compañero de clase de Hae-yi, a la que pide ayuda para recuperar su retraso en los estudios, pues los descuidó para dedicarse al hockey sobre hielo.[26][27]

#### Gente en elhagwonPride Academy
- Heo Jung-do como Kang Joon-sang, director de la academia.[17]
- Ji Il-joo como Jin Yi-sang, un profesor de la academia.[17]

### Otros
- Yoo Joon como Lee Young-min, un estudiante de secundaria, proveniente de una familia rica, que murió cayendo del techo.[28][29]
- Choi Hee-jin como la madre de Young-min.[30]
- Lee Do-hye como Jung Soo-hyun, una estudiante de Chi-yeol que se suicidó.[31]
- Jung Han-seol como el detective Bae, un detective que se ocupó del caso de la muerte de Young-min.[29]
- Lee Soo-mi como la propietaria de un restaurante.

### Apariciones especiales
- Kim Mi-kyung como Jung Young-soon, la madre de Haeng-sun, Haeng-ja y Jae-woo.[32]
- Yoon Seok-hyun como Song Joon-ho.[33]
- Bae Yoon-kyung como Hong Hye-yeon, una pianista que va a una cita a ciegas.[34][35]
- Lee Sang-yi como el youtuber  Hack Insa Man.[36][37]
- Bae Hae-sun como Nam Haeng-ja, la madre biológica de Hae-yi.[38]

## Producción
El comienzo del rodaje de la serie estaba programado para el verano de 2022, y concluyó el 5 de febrero de 2023. El director, Yoo Je-won, lo ha sido también de series como Oh My Ghostess (2015), Tomorrow With You (2017), Abyss (2019), Hola y adiós, mamá (2020), y El amor es como el chachachá (2021), todas en tvN. La guionista es Yang Hee-seung, coautora de Oh My Ghostess. Ha escrito asimismo Weightlifting Fairy Kim Bok Joo (2016), Familiar Wife (2018) y I've Returned After One Marriage (2020).
El 23 de noviembre de 2022 se publicaron imágenes de la primera lectura del guion por el reparto de actores. El 13 de diciembre se lanzó el cartel principal.

## Banda sonora original
| Parte | Fecha de publicación  | Título                           | Letra               | Música        | Artista      | Dur. | Ref.          |
| ----- | --------------------- | -------------------------------- | ------------------- | ------------- | ------------ | ---- | ------------- |
| 1     | 15 de enero de 2023   | 안개꽃 («Gypsophila»)            | Oh Dongjun          | Oh Dongjun    | Lee Ju-hyuk  | 3:32 | [ 43 ] [ 44 ] |
| 2     | 22 de enero de 2023   | 오늘은 맑음 («Hoy está soleado») | Jung Gu-hyun, Aseul | Jung Gu-hyun  | Grass        | 3:06 | [ 45 ] [ 46 ] |
| 3     | 29 de enero de 2023   | 반대편 («El lado opuesto»)       | Hong Yej-in         | Hong Yej-in   | Lee Juck     | 4:10 | [ 47 ] [ 48 ] |
| 4     | 5 de febrero de 2023  | 간밤에 («Anoche»)                | Dailog              | Dailog, Hen   | Giriboy      | 2:52 | [ 49 ] [ 50 ] |
| 5     | 12 de febrero de 2023 | «Alright»                        | Jin Dong-wook       | Jin Dong-wook | Ha Hyun-sang | 3:22 | [ 51 ] [ 52 ] |
| 6     | 26 de febrero de 2023 | «Love Code [1+1=1]»              | MaO, Naiv           | Naiv          | Vincent Blue | 3:37 | [ 53 ] [ 54 ] |

## Audiencia
La serie arrancó con un 4 % de audiencia, para crecer a casi el 6 % en el segundo episodio. Este porcentaje fue aumentando paulatinamente hasta alcanzar su máximo del 17 % nacional con el último episodio, un punto y medio por encima del capítulo 15. Por lo que concierne a su difusión internacional, en la lista de las producciones (incluidas las de habla inglesa) más vistas en Netflix entre enero y junio de 2023, publicada en diciembre de ese año, la serie resultó en vigésimo segunda posición, con casi 253 millones de horas de visualización en todo el mundo.
| Temporada | Temporada | Episodio número | Episodio número | Episodio número | Episodio número | Episodio número | Episodio número | Episodio número | Episodio número | Episodio número | Episodio número | Episodio número | Episodio número | Episodio número | Episodio número | Episodio número | Episodio número | Promedio |
| Temporada | Temporada | 1               | 2               | 3               | 4               | 5               | 6               | 7               | 8               | 9               | 10              | 11              | 12              | 13              | 14              | 15              | 16              | Promedio |
| --------- | --------- | --------------- | --------------- | --------------- | --------------- | --------------- | --------------- | --------------- | --------------- | --------------- | --------------- | --------------- | --------------- | --------------- | --------------- | --------------- | --------------- | -------- |
|           | 1         | 0.971           | 1.461           | 1.354           | 1.819           | 2.242           | 2.660           | 2.433           | 3.010           | 2.505           | 3.232           | 3.076           | 3.328           | 2.855           | 3.646           | 3.755           | 4.329           | 2.667    |

| Episodio | Fecha de emisión      | Índice de audiencia (Nielsen Korea) | Índice de audiencia (Nielsen Korea) |
| Episodio | Fecha de emisión      | Nacional                            | Seúl                                |
| --- | --------------------- | ----------------------------------- | ----------------------------------- |
| 1 | 14 de enero de 2023   | 4,044 % (1.ª)                       | 4,315 % (1.ª)                       |
| 2 | 15 de enero de 2023   | 5,819 % (1.ª)                       | 6,076 % (1.ª)                       |
| 3 | 21 de enero de 2023   | 5,038 % (1.ª)                       | 5,253 % (1.ª)                       |
| 4 | 22 de enero de 2023   | 7,559 % (1.ª)                       | 8,109 % (1.ª)                       |
| 5 | 28 de enero de 2023   | 9,145 % (1.ª)                       | 10,45 % (1.ª)                       |
| 6 | 29 de enero de 2023   | 10,978 % (1.ª)                      | 12,03 % (1.ª)                       |
| 7 | 4 de febrero de 2023  | 9,73 % (1.ª)                        | 10,799 % (1.ª)                      |
| 8 | 5 de febrero de 2023  | 11,823 % (1.ª)                      | 13,571 % (1.ª)                      |
| 9 | 11 de febrero de 2023 | 10,409 % (1.ª)                      | 12,106 % (1.ª)                      |
| 10 | 12 de febrero de 2023 | 13,501 % (1.ª)                      | 15,958 % (1.ª)                      |
| 11 | 18 de febrero de 2023 | 12,468 % (1.ª)                      | 14,643 % (1.ª)                      |
| 12 | 19 de febrero de 2023 | 12,997 % (1.ª)                      | 15,159 % (1.ª)                      |
| 13 | 25 de febrero de 2023 | 11,359 % (1.ª)                      | 12,913 % (1.ª)                      |
| 14 | 26 de febrero de 2023 | 14,296 % (1.ª)                      | 16,977 % (1.ª)                      |
| 15 | 4 de marzo de 2023    | 15,507 % (1.ª)                      | 18,405 % (1.ª)                      |
| 16 | 5 de marzo de 2023    | 17,038 % (1.ª)                      | 19,797 % (1.ª)                      |
| Promedio | Promedio              | 10,731 %                            | 12,285 %                            |
| - En la tabla superior, aparecen en azul los índices más bajos, y en rojo los más altos. - Esta serie se transmite mediante televisión por cable/TV de pago, que por lo general tiene una audiencia más pequeña en comparación con la de cadenas públicas como (KBS, SBS, MBC y EBS). |                       |                                     |                                     |